# Vedretta di Scais
La vedretta di Scais è uno dei maggiori ghiacciai presenti sulle Alpi Orobie, in provincia di Bergamo, al confine tra l'alta val Seriana e la val Caronno, tributaria di destra della Valtellina.

## Origine del nome

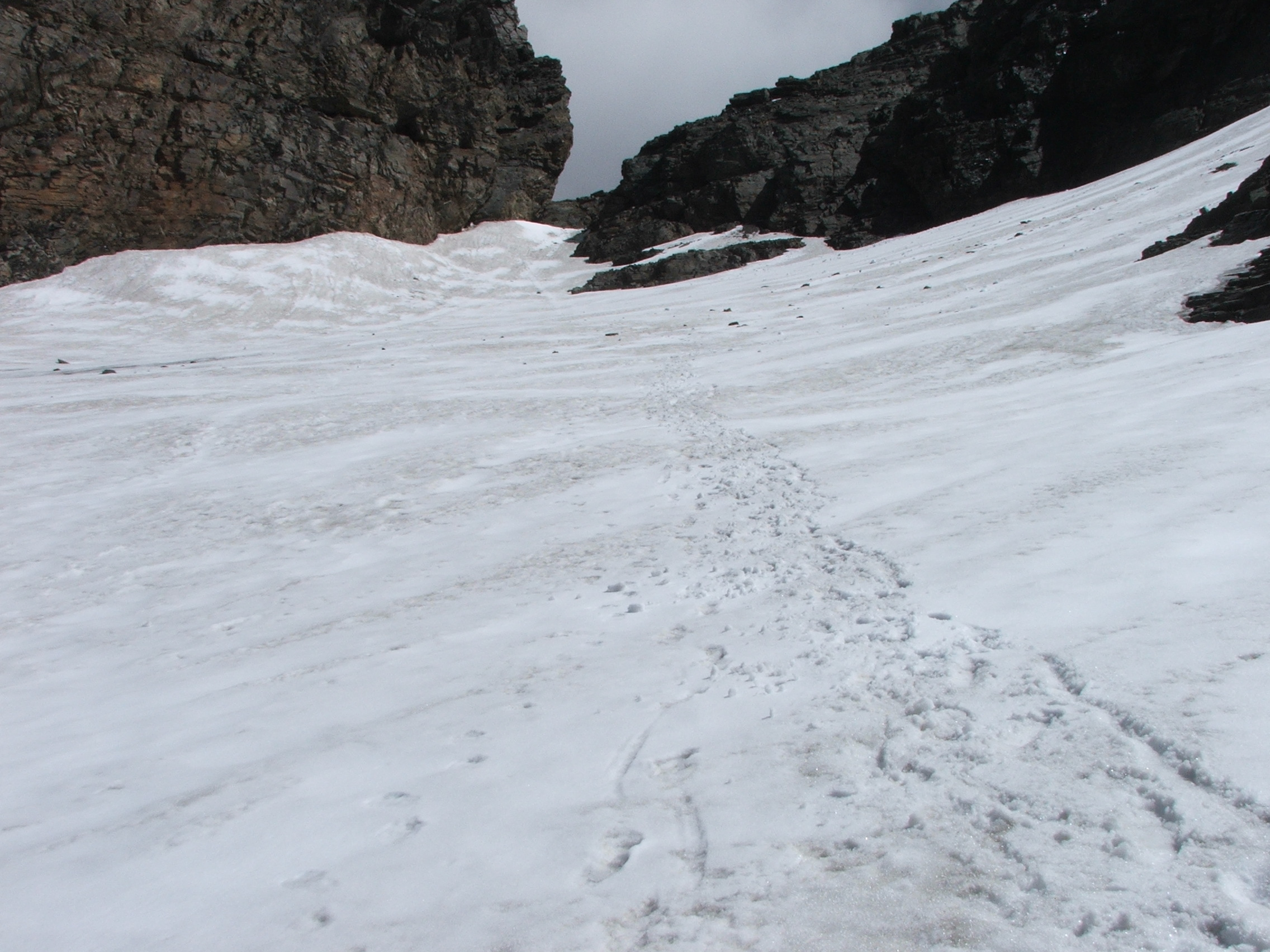
La vedretta di Scais come si presenta in estate

Il termine "vedretta" è sinonimo di ghiacciaio ed utilizzato soprattutto in riferimento ai ghiacciai presenti sulle Alpi Orobie, in Valtellina, in val Camonica e nei Grigioni. Tale termine è di fatto l'italianizzazione del vocabolo originale lombardo e romancio che pur nel variare delle forme riscontrabili localmente (edrèta in Lombardo bergamasco, vedreta in Lombardo valtellinese, vadret in Romancio) presenta una indubbia radice comune.

## Caratteristiche

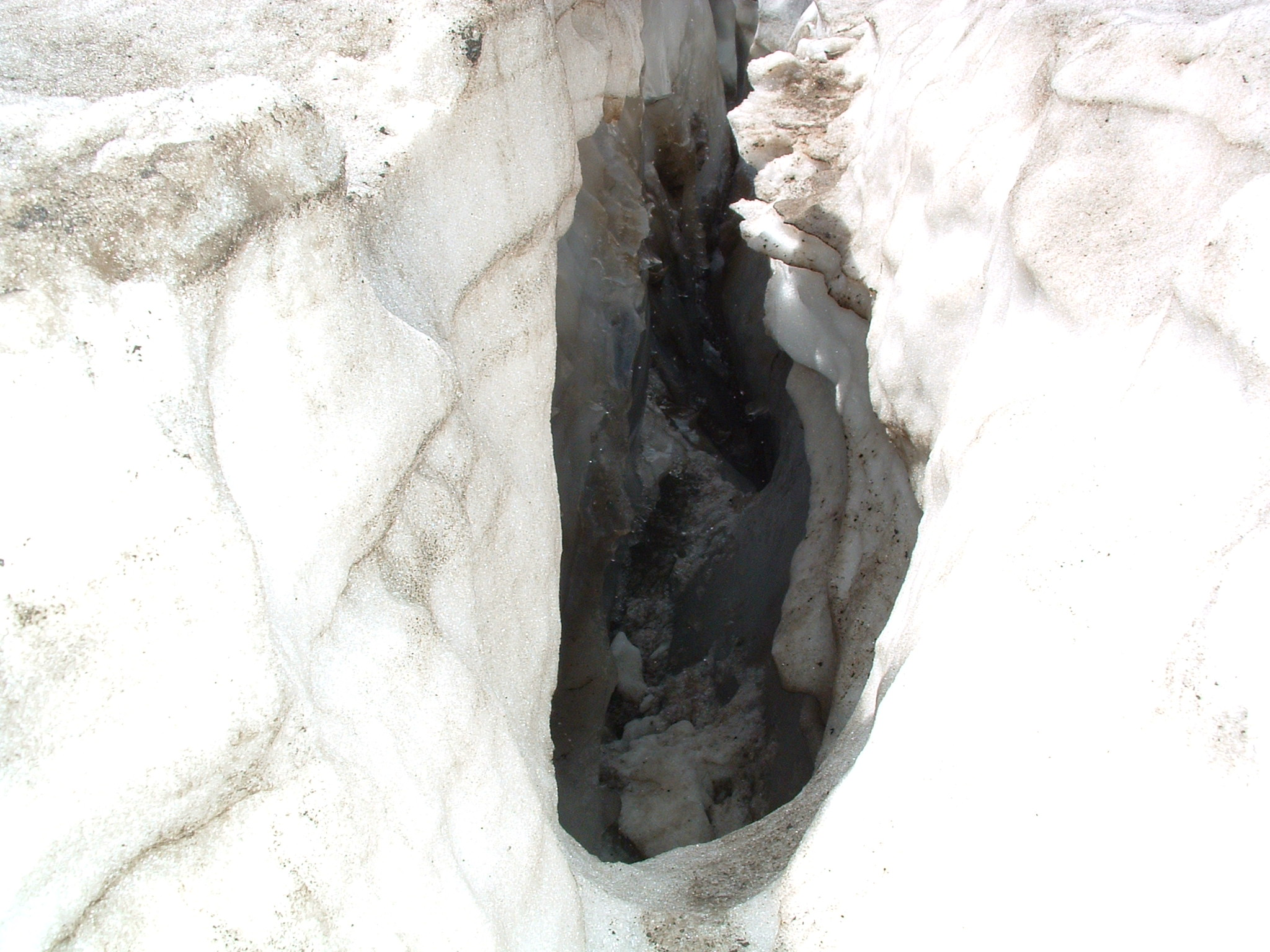
Un seracco del ghiacciaio.

La testata del ghiacciaio è posta a 2900 metri di altezza circa, tra il pizzo Redorta (3038 m) e la punta Scais (3038 m).

Come molti ghiacciai orobici, deve la sua sopravvivenza all'esposizione a nord e alla particolare collocazione, si trova difatti in un canalone che consente un abbondante accumulo di neve durante l'inverno anche in caso di precipitazioni relativamente scarse.
La vedretta si spinge fino a 2450 metri, ma da anni è in declino sia in termini di volume, che di dimensioni effettive. 
Un tempo, la vedretta occupava quasi tutta la vallata di Scais tanto che, probabilmente, all'inizio del XIX secolo (quando era ancora in pieno atto la Piccola glaciazione) era unita alla vicina Vedretta di Porola, anche se non si hanno documenti fotografici al riguardo. Ora le due vedrette sono separate dalla Cresta Corti, una bastionata rocciosa che ha il suo punto più elevato proprio nello Scais.
Le acque di fusione del ghiacciaio, dopo essersi unite a quelle provenienti dal pizzo Porola, percorrono la Val Caronno e si gettano nel lago di Scais, a nord-est rispetto alla cima e al ghiacciaio. Una volta attraversato il lago, le acque del torrente si gettano nell'Adda.

## Variazioni frontali recenti
Tra il 1990 e il 1998 il ghiacciaio ha perso 3,5 ettari, passando da 29 ha a 25,5. In termini percentuali, equivale ad una riduzione del 12%. Tuttavia, per un certo periodo ha conosciuto una fase di sostanziale stabilità, mentre gli ultimi rilievi disponibili del 2007 danno una superficie di 14 ettari.